# ماثيو بيرسون
ماثيو بيرسون (بالفرنسية: Mathieu Berson)‏ (مواليد 23 فبراير 1980 في فان - فرنسا) لاعب كرة قدم فرنسي يلعب حاليا لصالح نادي الدرجة الأولى تولوز الفرنسي منذ 2008 في مركز الوسط المدافع .

## روابط خارجية
- ماثيو بيرسون على موقع رابطة كرة القدم الفرنسية للمحترفين (الإنجليزية)
- ماثيو بيرسون على موقع قاعدة بيانات كرة القدم.إي يو (الإنجليزية)
- ماثيو بيرسون على موقع Soccerbase.com (لاعب) (الإنجليزية)
- ماثيو بيرسون على موقع Soccerway.com (الإنجليزية)
- ماثيو بيرسون على موقع عالم كرة القدم.نت (الإنجليزية)
- ماثيو بيرسون على موقع كووورة